# Larton
Larton – osada w Anglii, w hrabstwie ceremonialnym Merseyside, w dystrykcie metropolitalnym Wirral. Leży 12 km na zachód od centrum Liverpool i 292 km na północny zachód od Londynu.